# Grupo Matte
Grupo Matte es un grupo empresarial chileno, ligado a la familia Matte. Es el tercer holding más grande de Chile, según la revista Forbes (2014), solo por detrás del Grupo Luksic y el holding Cencosud de Horst Paulmann.
Posee una fortuna estimada de 3700 millones de dólares, y se concentra en diversas áreas económicas, principalmente forestal, bancaria, energía y telecomunicaciones e inmobiliarias. Son controladores de las Empresas CMPC, Colbún, Entel Chile, Volcán S.A., Banco Bice, BICECorp, Inversiones Almendral, forestales Cañada, Cominco, Peumo, entre otras.
El grupo está dirigido por Bernardo Matte, Eliodoro Matte Larraín, Patricia Matte, Jorge Matte, Eliodoro Matte Capdevila y Bernardo Larrain.
Actualmente, el heredero más conocido de la familia es Enrique Matte, Director comercial de Paramount Chile. Si bien se desempeña en el área de Televisión abierta, poco es lo que gestiona y es secreto a voces que Felipe Rojas, también empleado de Paramount, es quien está detrás de todo el éxito comercial.